# Kościół Najświętszej Maryi Panny Matki Pocieszenia we Wrocławiu
Kościół Najświętszej Maryi Panny Matki Pocieszenia – rzymskokatolicki kościół parafialny, należący do dekanatu Wrocław północ II (Sępolno) archidiecezji wrocławskiej. Znajduje się na osiedlu Dąbie.
Jest to świątynia zaprojektowana jako budowla tymczasowa przez Josefa Ebersa i wzniesiona w 1919 roku dla zakonu Redemptorystów. Do jej budowy użyto drewna z rusztowań remontowanych wież katedry. Świątynia zbudowana jest w  konstrukcji szkieletowej, o trzech nawach, typu  bazylikowego, z zakrystią i kruchtą, będącymi dobudówkami. Budowla przekryta jest dachem dwuspadowym, z osadzoną na styku połaci dachowych, wieżyczką na   sygnaturkę. Od 1951 roku świątynia jest kościołem parafialnym.